# Formula Student

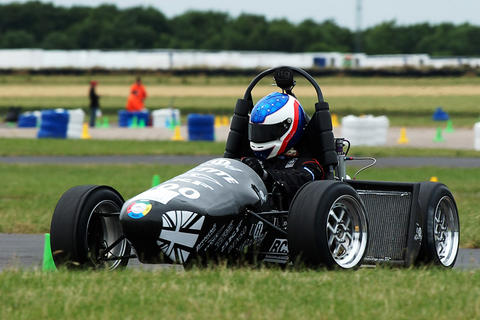
Véhicule de compétition de l'Université du Hertfordshire lors du Formula Student 2006.

Le challenge Formula Student est une compétition automobile étudiante internationale, mobilisant près de 800 écuries, créée initialement en 1981 par la société savante SAE International sous le nom de Formula SAE.
Il a pour objectif la formation de futurs professionnels à l'ingénierie de la mobilité, et le développement de compétences chez les élèves-ingénieurs en conception, fabrication et validation de formes modernes de véhicules de compétition.
Trois catégories de compétition sont proposées :
- véhicules thermiques - (combustion et hybride),
- véhicules électriques - (batterie et hydrogène),
- véhicules autonomes - (robot roulant sans pilote).

## Équipes françaises participant au Formula Student
| Dénomination de l'écurie      | École liée                                                                           |
| ----------------------------- | ------------------------------------------------------------------------------------ |
| TLS'e Racing                  | ISAE-SUPAERO, INSA Toulouse, Université de Toulouse                                  |
| CESI RACE                     | Campus d’enseignement supérieur et de formation professionnelle                      |
| Formul'UT                     | Université de Technologie de Compiègne                                               |
| ISAT Formula Team             | Institut Supérieur de l’Automobile et des Transports de Nevers                       |
| ESTACARS                      | École supérieure des techniques aéronautiques et de construction automobile de Laval |
| Metz Racing Team              | École nationale d'ingénieurs de Metz                                                 |
| Estaca Formula Team           | École supérieure des techniques aéronautiques et de construction automobile de Paris |
| EPSA                          | École centrale de Lyon                                                               |
| Vinci Eco Drive (VED)         | Pôle universitaire Léonard-de-Vinci, Paris - La Défense                              |
| Sigma Racing                  | SIGMA Clermont                                                                       |
| ENSTA Bretagne Racing         | ENSTA Bretagne                                                                       |
| INSA Racing Team              | INSA de Lyon                                                                         |
| APECS                         | CentraleSupélec                                                                      |
| ESME Motorsport Engineering   | ESME Sudria de Paris                                                                 |
| Autonomous Racing ECE (ARECE) | ECE                                                                                  |
| Marseille Racing              | Aix-Marseille Université                                                             |

En 2024, d'autres projets sont sur le point de voir le jour, comme celui l'équipe de l'ECAM LaSalle (ECAM Formula Student Team)[réf. nécessaire] ou celui de l'ENSEEIHT (N7 Racing Team).

## Résultats des écoles françaises (podiums)

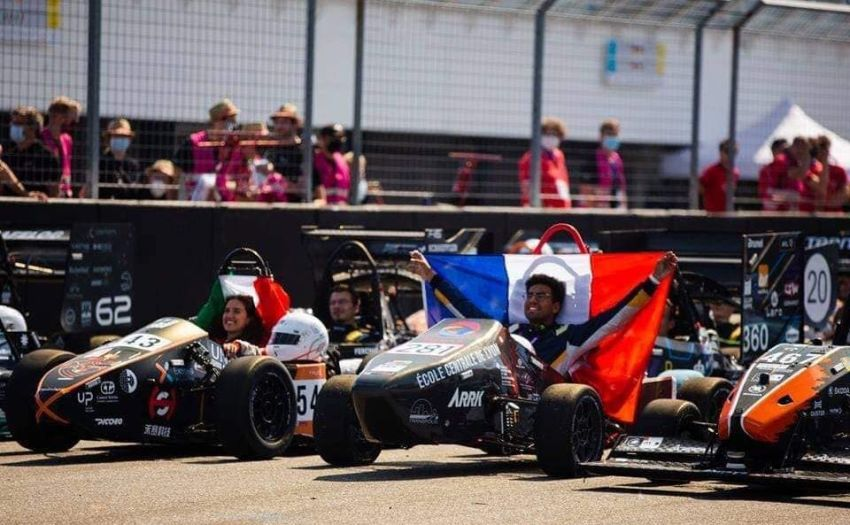
L'EPSA au FSG sur la piste d'Hockenheim.

### Podium général
- 2022 : La Metz Racing Team finit deuxième de la catégorie thermique de FS Spain à Castellolí. C'est la première fois qu'une équipe française monte sur un podium de Formula Student[4].
- 2024 : L'ENI Metz Racing Team finit troisième de la catégorie électrique de FS Spain à Catalunya. C'est la première fois qu'une équipe française monte sur un podium de Formula Student électrique.[réf. nécessaire]

### Podium aux épreuves dynamiques
- 2021 : L'EPSA finit première à l'épreuve d'accélération thermique du FSG à Hockenheim[5].
- 2022 : La Metz Racing Team finit deuxième à l'accélération et à l'endurance du FS Spain.
- 2024 : L'ISAT Formula Team remporte l'épreuve d'efficacité énergétique au FS UK sur l'aérodrome de Bruntingthorpe.[réf. nécessaire]
- 2024 : L'ENI Metz Racing Team finit deuxième de l'endurance de FS France à Transpolis et troisième de l'autocross. Elle se classe quatrième au général.[réf. nécessaire].

## Records enregistrés
- Le record du monde d'accélération - de 0  à   100 km/h en 0,956 s - est détenu depuis 2023 par un véhicule électrique suisse dérivé de la Formula Student et entièrement conçu par des élèves-ingénieurs de l'ETHZ[réf. nécessaire].

## Edition française FSF
Depuis 2023, grâce au financement d'amorçage REMED du programme France 2030, la manche française FSF du challenge Formula Student se tient fin août sur le circuit rhône-alpin de Transpolis, situé dans l'Ain :
- FSF'2023 : 15 écuries participantes,
- FSF'2024 : 24 écuries participantes,
- FSF'2025 : 40 écuries attendues.

En avant-première mondiale, le FSF'2024 a fait rouler le premier prototype Formula Student à l'hydrogène, développé par l'Université hollandaise de Twente.